# Jokijärvi (Karesuando socken, Lappland)
Jokijärvi är en sjö i Kiruna kommun i Lappland och ingår i Torneälvens huvudavrinningsområde. Jokijärvi ligger i Torne och Kalix älvsystem Natura 2000-område.